# مارک اوبراین (بازیکن فوتبال، زاده ۱۹۹۲)
مارک اوبراین (انگلیسی: Mark O'Brien؛ زادهٔ ۲۰ نوامبر ۱۹۹۲ بازیکن فوتبال اهل جمهوری ایرلند است.
از باشگاه‌هایی که در آن بازی کرده‌است می‌توان به باشگاه فوتبال دربی کانتی، باشگاه فوتبال لوتون تاون، باشگاه فوتبال ساوتپورت، و باشگاه فوتبال مادرول اشاره کرد.